# Oxycocco-Sphagnetea
Oxycocco-Sphagnetea (højmose- og hedemosesamfund) er en klasse af plantesamfund, der findes på tuerne og det flade tæppe af Tørvemosser i alle højmoser på den nordlige halvkugle. Højmoserne er kendetegnet ved at være vedvarende fugtige, sure og mineralfattige og ved at mangle tilstrømning af overfladevand. Mosernes fugtighed skyldes derfor alene nedbør og langsom afdræning.
Sammensætningen af arter i plantesamfundene er meget ensartet, og den er på den ene side betinget af tørvemossernes evne til at løfte vand op over grundvandsniveauet. Derved skabes den velkendte højmoseprofil, som med årene hæver sig op over det omgivende, flade landskab. På den anden side er det en betydningsfuld faktor, at planterne har mykorrhiza-samliv med flere forskellige svampe, der klarer forsyningen med mineraler i den meget fattige jordbund.

## Klassificering
Klassen rummer de kendte højmosesamfund:
- Klasse: Oxycocco-Sphagnetea (Højmoser og hedemoser)
  - Orden: Sphagnetalia magellanici (Rød Tørvemosordenen)
    - Samfund: Sphagnion magellanici (Rød Tørvemossamfund)

  - Orden: Erico-Sphagnetalia papillosi (Klokke-Lyng-Tørvemosordenen)
    - Samfund: Ericion tetralicis (Klokke-Lyngsamfund)

## Karakterplanter
De følgende anses for at være karakteristiske for nordlige og dermed danske højmoser:
- Rosmarinlyng (Andromeda polifolia)
- Dværgbirk (Betula nana)
- Hedelyng (Calluna vulgaris)
- Fåblomstret star (Carex pauciflora)
- Læderløv (Chamaedaphne calyculata)
- Rensdyrlav (Cladonia spp.)
- Rundbladet soldug (Drosera rotundifolia)
- Tuekæruld (Eriophorum vaginatum)
- Mosepost (Rhododendron tomentosum)
- Rødgrenet tørvemos (Sphagnum angustifolium)
- Rustbrun tørvemos (Sphagnum fuscum)
- Rød tørvemos (Sphagnum magellanicum)[2]
- Tranebær (Vaccinium oxycoccos)

## Eksterne links
- Vegetation Science Group: Oxycocco-Sphagnetea - internetudgave af Milan Chytrý (udg.): Vegetace České republiky 1. Travinná a keříčková vegetace, 2007, ISBN 978-8020017697
- European Environment Agency: Eine erweiterte Gliederung der Oxycocco-Sphagnetea - kort oversigt over klassens karakterplanter på (engelsk), trods den tyske titel!
- Fred J.A. Daniëls: Vegetation of the Angmagssalik district, Southeast Greenland, IV. Shrub, dwarf shrub and terricolous lichens Arkiveret 6. januar 2013 hos  Wayback Machine - (engelsk)sproget oversigt over de plantesamfund, der blev fundet ved undersøgelser i 1968-69. Udkommet i bogform med samme forfatter og titel, 1982, ISBN 978-8763511476